# Lichtbogen
Ein Lichtbogen entsteht bei ausreichend hoher elektrischer Potentialdifferenz (Spannung) und Stromdichte durch Stoßionisation. Die Gasentladung bildet ein Plasma, in dem die Teilchen (Atome oder Moleküle) zumindest teilweise ionisiert sind. Die freien Ladungsträger haben zur Folge, dass das Gas elektrisch leitfähig wird. Die meisten Plasmen sind quasi neutral, die Zahl der positiv geladenen Ionen und Elektronen ist also identisch. Da die Ionen gegenüber den viel leichteren Elektronen wesentlich langsamer sind, sind für den Stromtransport oft fast ausschließlich die Elektronen relevant.
In der elektrischen Energietechnik bei Schalthandlungen auftretende Lichtbögen werden als Schaltlichtbogen bezeichnet. Unerwünschte Lichtbögen, die oft Schäden oder Unfälle zur Folge haben, werden als Störlichtbogen bezeichnet.

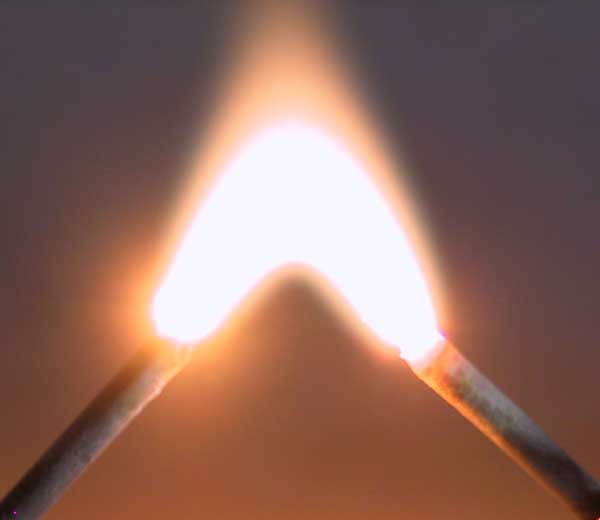
Lichtbogen zwischen zwei Stahlnägeln

## Geschichte
Sir Humphry Davy entdeckte 1800 den Kurzimpuls-Lichtbogen. 1801 beschrieb er das Phänomen in einem Artikel, der im Journal of Natural Philosophy, Chemistry and the Arts von William Nicholson veröffentlicht wurde. Nach heutigem Wissen beschrieb Davys eher einen Funken als einen Bogen. Im selben Jahr demonstrierte Davy öffentlich die Wirkung vor der Royal Society, indem er zwei sich berührende Kohlenstoffstäbe an eine Stromquelle angeschlossen hat und die Elektroden dann ein Stück auseinanderzog. In der Vorführung wurde ein „schwacher“ Lichtbogen zwischen Graphitstiften erzeugt, der sich nicht ohne weiteres von einem anhaltenden Funken unterscheiden ließ. Die Gesellschaft erwarb eine leistungsstärkere Batterie mit 1.000 Platten und nahm 1808 an der Demonstration eines stärkeren Lichtbogens teil.
Davy wird die Benennung des Bogens zugeschrieben. Er bezeichnete die Erscheinung als Bogen, weil sich bei einem Elektrodenabstand von mindestens 4 Zoll ein heller aufsteigender Bogen ausbildet. Offensichtlich müssen bei dem Versuch die Elektroden horizontal angeordnet gewesen sein und die Auftriebsströmung des heißen Plasmas erzeugt die Bogenerscheinung.
Der erste kontinuierliche Lichtbogen wurde 1802 unabhängig entdeckt und 1803 von Wassili Wladimirowitsch Petrow, einem russischen Wissenschaftler, beschrieben. Petrow experimentierte mit einer Voltaschen Säule aus 4200 Scheiben. Er beschrieb den Effekt als „Spezialflüssigkeit mit elektrischen Eigenschaften“.

## Charakteristika

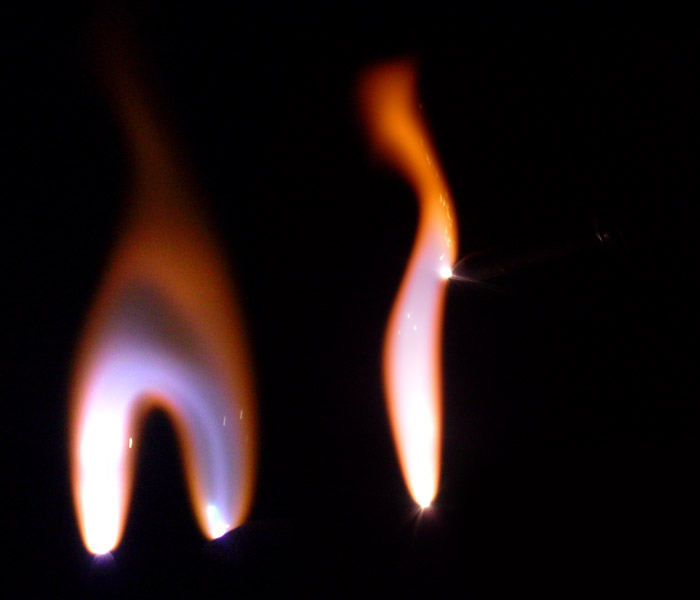
Lichtbogen mit 2000 Volt Gleichspannung bei 0,7 Ampere an zwei Kohleelektroden

Lichtbogen bei einer Wechselspannung von 4 kV und einer Stromstärke von 4 A.

Charakteristisch für den Lichtbogen sind:
- der im Vergleich zur Glimmentladung relativ geringe Kathodenfall (in der Größenordnung des Anregungs- oder Ionisierungspotentials der beteiligten Atome, ungefähr 10 eV),
- eine bereichsweise fallende (nichtohmsche) Strom-Spannungs-Kennlinie (negativer differentieller Widerstand),
- eine im Vergleich zur Glimmentladung hohe Stromdichte im Plasma,
- Gas- und Elektronentemperatur sind stark gekoppelt. Es wird meist näherungsweise das lokale thermische Gleichgewicht erreicht.
- Die Gasdrücke sind relativ hoch (p > 0,1 bar).
- Die Gastemperatur liegt bei 5.000 K bis 50.000 K.

Zur Aufrechterhaltung des Lichtbogens ist eine Spannung von ungefähr 30 V erforderlich. Der Lichtbogen sendet neben hochfrequenten Wellen auch typischerweise intensive infrarote, sichtbare und ultraviolette Strahlung aus.
Je nach Betriebsparametern können verschiedene Prozesse maßgeblich für die Emission der Elektronen aus dem Kathodenmaterial verantwortlich sein. Eine wichtige Kenngröße ist dabei die Austrittsarbeit, die geleistet werden muss, damit Elektronen den Festkörper verlassen können. Diese wird bei Lichtbögen durch das vorhandene externe Feld herabgesetzt (Schottky-Effekt oder auch Schottky-Erniedrigung). Weitere relevante Prozesse bei der Elektronenemission können die folgenden sein:
- Thermoemission (auch thermionische Emission, glühelektrischer Effekt, Edison-Effekt, Richardson-Effekt oder auch Edison-Richardson-Effekt genannt),
- Feldemission: Das vorhandene elektrische Feld ermöglicht den Elektronen quantenmechanisches Tunneln aus dem Festkörper heraus.
- Thermionische Feldemission: Starke elektrische Felder führen zu weiteren Effekten, die durch die obigen Punkte nicht abgedeckt werden.
- Sekundärelektronenemission: Durch den Kathodenfall werden positive Ionen zur Kathode hin beschleunigt. Bei ihrem Auftreffen bewirken sie die Freisetzung von Elektronen. Ebenso können durch angeregte Atome oder Ionen hochenergetische Photonen (im UV- oder XUV-Bereich) emittiert werden, die aufgrund des äußeren Photoeffektes Sekundärelektronen aus der Kathode auslösen.

## Leistungsbilanz
In einem Lichtbogen wird das Plasma durch Stöße der im elektrischen Feld beschleunigten Elektronen mit den schweren Teilchen aufgeheizt. Der Wärmetransport nach außen erfolgt durch Wärmeleitung. Darüber hinaus müssen in der Leistungsbilanz Emission und Absorption der Strahlung berücksichtigt werden. Die Leistungsbilanz lautet:
{\displaystyle \rho \cdot {\frac {\mathrm {d} h}{\mathrm {d} t}}=\sigma \cdot E^{2}+\operatorname {div} \kappa \cdot \operatorname {grad} T-e+a}
{\displaystyle h}: Enthalpie
{\displaystyle t}: Zeit
{\displaystyle T}: Temperatur
{\displaystyle \rho }: Dichte
{\displaystyle \sigma }: elektrische Leitfähigkeit
{\displaystyle E}: elektrisches Feld
{\displaystyle \kappa }: Wärmeleitfähigkeit
{\displaystyle e}: emittierte Strahlung
{\displaystyle a}: absorbierte Strahlung
Unter Berücksichtigung der Geschwindigkeit eines Volumenelementes kann für die Enthalpieänderung geschrieben werden:
{\displaystyle \rho \cdot {\frac {\mathrm {d} h}{\mathrm {d} t}}=\rho \cdot {\frac {\partial h}{\partial t}}+\rho \cdot {\vec {v}}\cdot \operatorname {grad} h}
Betrachtet man nun einen vertikal angeordneten stationär betriebenen zylindrischen Lichtbogen, dann kann die Leistungsbilanz einfacher dargestellt werden. Wird die Strömung (in diesem Fall die Aufwärtsbewegung eines Volumenelementes) und die Strahlungstermen vernachlässigt, erhält man eine Leistungsbilanz, die die Aufheizung und die rotationssymmetrische Wärmeleitung nach außen beschreibt:
{\displaystyle \sigma \cdot E^{2}={\frac {1}{r}}\,{\frac {\mathrm {d} }{\mathrm {d} r}}\,r\kappa \,{\frac {\mathrm {d} T}{\mathrm {d} r}}=0}
{\displaystyle r}: Kreiskoordinate
Das Temperaturprofil des Bogens hängt vom eingesetzten Gas ab. Molekülgase werden im Lichtbogen dissoziiert. In den radialen Bereichen, in denen die Dissoziation der Moleküle stark ansteigt, ist die Wärmeleitfähigkeit des Gases sehr hoch und dementsprechend ist auch der Temperaturgradient steiler als bei der Verwendung von einatomigen Edelgasen.
Weiterhin kann es auch zu Entmischungseffekten (ambipolare Diffusion, Kataphorese) kommen.

## Technische Anwendungen

### Leuchtmittel
Lichtbögen wurden zuerst in der Beleuchtungstechnik genutzt: Bogenlampen sind die ältesten elektrischen Lichtquellen. Davy machte seine ersten dahingehenden Beobachtungen vermutlich bereits um 1802, veröffentlichte diese aber erst später (1812). Die Lichtbögen wurden zuerst offen in Luft betrieben. Es wurden Graphitelektroden eingesetzt, die relativ schnell abbrannten.
In Quecksilberhochdrucklampen wird Argon mit einem Druck von einigen Millibar und Quecksilber eingesetzt. Die Lampe zündet durch einen Hochspannungsimpuls und bildet erst eine Glimmentladung aus. Mit steigender Temperatur verdampft das Quecksilber, der Druck nimmt entsprechend dem Quecksilberdampfdruck zu und die Entladung geht in eine Bogenentladung über. Im Spektrum des Lichtbogens dominieren die starken Quecksilberlinien.
Die Xenon-Kurzbogenlampe wird in Kinoprojektoren und starken Scheinwerfern eingesetzt. Xenon hat im sichtbaren Spektrum viele optische Übergänge. In Verbindung mit hohen Entladungsdrücken wird eine starke Linienverbreiterung erreicht, so dass zusammen mit der Kontinuumsemission der freien Elektronen insgesamt ein recht kontinuierliches, tageslichtähnliches Spektrum emittiert wird. Die Strahlungsquelle hat eine geringe räumliche Ausdehnung und kann daher gut mit Reflektoren und Linsen kollimiert werden.
Außerdem sind verschiedene Varianten von Lichtbögen als Strahlungsstandards für bestimmte Wellenlängenbereiche etabliert worden.

### Schweißen
Lichtbögen unterschiedlichster Art dienen beim Lichtbogenschweißen als Wärmequelle, ebenso beim Glasfaserspleißen.

### Stahlherstellung
Eine bedeutende Anwendung ist der Lichtbogenofen zum Herstellen von Stahl in Elektrostahlwerken.

### Salpetersäure
Vor der Erfindung des wesentlich effizienteren Ostwald-Verfahrens (ab 1908) wurde Salpetersäure über die Herstellung von Stickoxiden durch Luftverbrennung im Lichtbogen (Birkeland-Eyde-Verfahren) erzeugt.

### Erzeugung dünner metallischer Schichten
Eine weitere Anwendung ist die Erzeugung dünner metallischer Schichten mittels Lichtbogenverdampfen (Arc-PVD). Hierbei werden mittels der kinetischen Energie der Elektronen des Lichtbogens Atome bzw. Moleküle aus einem festen Material (Target) herausgelöst und auf einem Substrat abgeschieden. Dieses Verfahren wird unter anderem bei verschleißmindernden Titannitridschichten auf Schneidwerkzeugen eingesetzt.

### Chemische Analyse
Eine klassische Anwendung erfährt der Lichtbogen in der Spektralanalyse zur Bestimmung von Haupt- und Spurenbestandteilen hauptsächlich von Feststoffen. Das zu analysierende Material wird im Lichtbogen verdampft, wobei die entsprechenden Spektrallinien angeregt werden. Die Bestimmung der chemischen Elemente über deren emittierte Linien und die Bestimmung ihres Anteils an der Probe mittels der Intensität der Emission erfolgt in einem optischen Emissionsspektrometer (OES). Hauptsächlich werden Gleichstrombögen mit Kohle- oder Graphitelektroden angewandt.

### Antriebsmittel
Lichtbogentriebwerke nutzen einen Lichtbogen, um ein Schubgas stark zu erhitzen und dadurch aus einer Düse mit hoher Geschwindigkeit (> 4 km/s) zu beschleunigen.
Lichtbogentriebwerke werden als Triebwerk an Satelliten genutzt, um Bahnerhalt- und Bahnänderungsmanöver durchzuführen. Der erzeugbare Schub ist deutlich geringer als bei chemischen Verbrennungstriebwerken, der spezifische Impuls hingegen deutlich besser, wenn auch nicht so hoch wie bei Ionentriebwerken.

### Anzündhilfe
Vorrichtungen zur Erzeugung eines kleinen Lichtbogens, entweder als kurzer Impuls oder im Sekundenbereich, finden Anwendung zum Entzünden von Gasflammen in Herden oder Gasfeuerzeugen oder direkt als Feuerzeug.

### Zukunftsanwendungen

#### Müllentsorgung
Die US-Firma Startech betreibt in Bristol, Connecticut, eine Pilotanlage zur Plasmavergasung von Müll durch Lichtbogen. Ins Innere des Reaktionskessels ragen zwei Elektroden, die unter Hochspannung stehen. Die hohe Spannung verwandelt die Luft dazwischen in elektrisch leitendes Plasma. Bis zu 17.000 °C werden erreicht, an den Wänden der Kammer sind es noch 1700 °C. Die Moleküle der eingebrachten Stoffe zerfallen in ihre Atome: Die anorganischen Bestandteile des Mülls schmelzen und sammeln sich am Boden des Reaktors. Die organischen Stoffe dagegen (z. B. Kunststoffe) verpuffen zu Gas. Neben Wasserstoff ist darin vor allem Kohlenmonoxid enthalten.
Problematisch an dem Verfahren ist der exorbitant hohe Energieverbrauch. In nächster Zukunft dürfte es lediglich bei der Sondermüllbeseitigung wirtschaftlich sein.

#### Lichtbogen-Plasma-Reaktor
Hierbei handelt es sich um ein Verfahren zur Herstellung von Ethin aus Kohle.
Das Verfahren wurde 1980 als Gemeinschaftsprojekt der Firma Hüls AG (Chemiepark Marl) mit der DMT-Gesellschaft zur Gewinnung von Acetylen entwickelt. Die Kohle muss vor der Reaktion sehr klein gemahlen (Teilchengröße: 100 μm) werden. Bei sehr hohen Temperaturen 1000–2000 K im Lichtbogenplasma (Kathode aus Wolfram mit ThO2 dotiert, Anode aus Kupfer) wird ein Gemisch von Wasserstoff und Kohlepartikeln bei kurzen Kontaktzeiten (wenige ms) zur Reaktion gebracht, durch Quenchen mit Wasser entsteht Ethin. Der Kohledurchsatz der Pilotanlage betrug etwa 350–500 kg/h bei einem Kohleumsatz von 50 %, einer Acetylenausbeute von 20/100 kg Kohle, einer Stromstärke von 1000 A, einer Spannung von 1250 V. Im Produktgemisch befindet sich neben Acetylen (Gew. 25,0 %) noch ein erheblicher Anteil Kohlenmonoxid (Gew. 19,9 %) und Wasserstoff (Gew. 33,6 %).
Das Verfahren ist bei Vorliegen von preisgünstiger Kohle und billigem Strom in einigen Regionen der Welt möglicherweise zur Herstellung von Kohlenwasserstoffverbindungen interessant.